# فرودگاه اسکاگن استوکمارکنس
فرودگاه اسکاگن استوکمارکنس (به انگلیسی: Stokmarknes Airport, Skagen) یک فرودگاه همگانی با کد یاتا SKN است که یک باند فرود آسفالت دارد و طول باند آن ۸۶۸ متر است. این فرودگاه در شهر اسکاگن کشور دانمارک قرار دارد و در ارتفاع ۳ متری از سطح دریا واقع شده است.

## شرکت‌های هواپیمایی و مقصدهای پروازی
| شرکت‌های هواپیمایی | مقصدهای پروازی                                                                         |
| ----------------- | -------------------------------------------------------------------------------------- |
| ویدروئه           | اندنس اندیا، بودو، لکنز، هلو سلوار، ترومسا فصلی: گاردرموئن اسلو (آغاز از ۲۵ ژوئن ۲۰۱۷) |